# Copa Nordeste du Brésil de beach soccer
 (mai 2022).
La Copa Nordeste du Brésil de beach soccer (en français : Coupe Nord-Est) est une compétition opposant des équipes des différents États brésiliens composant la région de Nordeste. Elle est organisée par la Confédération du Brésil de beach soccer (CBBS).

## Histoire
En 2011, la Coupe nord-est se joue à Alagoas et Rio Grande do Norte remporte le trophée en battant Bahia 4-3 en finale. Lors de la cérémonie de remise des prix, Lucas (Sergipe) est présenté comme la Révélation, Rafael (Pernambouc) est élu Meilleur gardien de but tandis qu'André, fort de ses 9 buts marqués, finit meilleur buteur et Souza meilleur joueur du tournoi.
En 2012, huit équipes prennent part à la compétition qui se déroule sur le sable de Baia Formosa du 22 au 26 août. Ceará remporte la finale 6-5 contre Paraíba par 6-5, et dans le match pour la troisième place, Alagoas prend le meilleur sur Pernambouc (3-2) et complète le podium. Après la fermeture du championnat, l'organisation annonce les trophées individuels : Danilo Gomes (PE) est choisi révélation de la compétition, Wesley Silva (CE) meilleur gardien et Paul Fernandes (CE) remporte le titre de meilleur buteur avec 5 buts. Reyder (PB) est élu meilleur joueur.

## Palmarès

### Par édition
| Année | Lieu         | Vainqueur           | Finaliste |
| ----- | ------------ | ------------------- | --------- |
| 2011  | Alagoas      | Rio Grande do Norte | Bahia     |
| 2012  | Baia Formosa | Ceará               | Paraíba   |

### Trophées individuels
| Édition | Meilleur joueur | Meilleur buteur | Meilleur buteur | Meilleur gardien | Révélation   |
| Édition | Meilleur joueur | Nom             | Nbr             | Meilleur gardien | Révélation   |
| ------- | --------------- | --------------- | --------------- | ---------------- | ------------ |
| 2011    | Souza           | André           | 9 buts          | Rafael           | Lucas        |
| 2012    | Reyder          | Paul Fernandes  | 5 buts          | Wesley Silva     | Danilo Gomes |

### Classements des éditions 2011 et 2012
| Place     | Équipe              |
| --------- | ------------------- |
| Vainqueur | Rio Grande do Norte |
| Finaliste | Bahia               |
| 3e        | Maranhão            |
| 4e        | Paraíba             |
| 5e        | Alagoas             |
| 6e        | Pernambouc          |
| 7e        | Ceará               |
| 8e        | Sergipe             |

| Place     | Équipe              |
| --------- | ------------------- |
| Vainqueur | Ceará               |
| Finaliste | Paraíba             |
| 3e        | Alagoas             |
| 4e        | Pernambouc          |
| 5e        | Maranhão            |
| 6e        | Bahia               |
| 7e        | Rio Grande do Norte |
| 8e        | Sergipe             |